# كورت هرتزشتارك
كورت هارتزستارك (بالألمانية: Curt Herzstark)‏ (26 يوليو 1902 - 27 أكتوبر 1988) مهندس نمساوي. خلال الحرب العالمية الثانية، خطط كورت هارتزستارك للحصول على آلة حاسبة جيب الميكانيكية (كورتا).

## حياته ومساره المهني
درس هارتزستارك في كل من فيينا وبرلين وصمم أول آله حاسبة من نوع كورتا عام 1930 م في فيينا النمسا (الألمانية براءات الاختراع الوطنية رقم 747073) من قبل العالم كورت هرتزستارك وتم إيقاف عمله على آلة حاسبة الجيب في عام 1938 م عندما أجبر من قبل النازية على بناء مقاييس للجيش الألماني إلا أن الآلة ولدت في معسكر الموت النازي عام 1945 م عندما كان محبوسا من قبل النازيين بسبب الحرب العالمية الثانية و دوافعها ليتم بعد ذلك صنعها وإنزالها إلى الأسواق عام 1948م. وقد تمت الإشارة اليه من قبل عالم الرياضيات ويليام جبسون في علم الأنماط الرياضية.

## إنجازاته
آلة حاسبة كورتا حيث تم صناعتها في معسكر الموت النازي عام 1945 م عندما كان محبوسا من قبل النازيين بسبب الحرب العالمية الثانية و دوافعها ليتم بعد ذلك صنعها وإنزالها إلى الأسواق عام 1948م.

## وصلات خارجية
- Biographical information about Curt Herzstark and the Curta calculator.
- Interview of Curt Herzstark at the Charles Babbage Institute, University of Minnesota. Herzstark interview in German.